# Sportverein Röchling Völklingen 06 1976-1977
Questa voce raccoglie le informazioni riguardanti il Sportverein Röchling Völklingen 06 nelle competizioni ufficiali della stagione 1976-1977.

## Stagione
Nella stagione 1976-1977 il Rochling Volklingen, allenato da Herbert Binkert, concluse il campionato di 2. Bundesliga al 16º posto. In Coppa di Germania il Rochling Volklingen fu eliminato al terzo turno dall'Eintracht Francoforte.

## Rosa
| N. |                     | Ruolo | Calciatore         |
| -- | ------------------- | ----- | ------------------ |
|    | Germania (bandiera) | P     | Klaus Bedomsky     |
|    | Germania (bandiera) | P     | Jürgen Stars       |
|    | Germania (bandiera) | D     | Klaus Hommrich     |
|    | Germania (bandiera) | D     | Hans-Werner Kremer |
|    | Germania (bandiera) | D     | Roland Latz        |
|    | Germania (bandiera) | D     | Werner Martin      |
|    | Germania (bandiera) | D     | Gerd Paulus        |
|    | Germania (bandiera) | D     | Horst Pleyer       |
|    | Germania (bandiera) | C     | Jürgen Janz        |
|    | Germania (bandiera) | C     | Marian Ossadnik    |
|    | Germania (bandiera) | C     | Peter Piroth       |

| N. |                     | Ruolo | Calciatore        |
| -- | ------------------- | ----- | ----------------- |
|    | Germania (bandiera) | C     | Ralf Schmitt      |
|    | Germania (bandiera) | C     | Walter Spohr      |
|    | Germania (bandiera) | C     | Raimund Theobald  |
|    | Germania (bandiera) | C     | Gerd Werthmüller  |
|    | Austria (bandiera)  | A     | Erwin Hohenwarter |
|    | Germania (bandiera) | A     | Thomas Remark     |
|    | Germania (bandiera) | A     | Horst Schauß      |
|    | Germania (bandiera) | A     | Paul Scheermann   |
|    | Germania (bandiera) | A     | Gerd Warken       |
|    | Germania (bandiera) | A     | Gerhard Weber     |

## Organigramma societario
Area tecnica
- Allenatore: Herbert Binkert
- Allenatore in seconda: Horst Berg
- Preparatore dei portieri:
- Preparatori atletici:

## Calciomercato

### Sessione estiva
| Acquisti | Acquisti          | Acquisti        | Acquisti |
| R.       | Nome              | da              | Modalità |
| -------- | ----------------- | --------------- | -------- |
| A        | Erwin Hohenwarter | Magonza         |          |
| D        | Horst Pleyer      | Preußen Münster |          |

| Cessioni | Cessioni            | Cessioni       | Cessioni |
| R.       | Nome                | a              | Modalità |
| -------- | ------------------- | -------------- | -------- |
| A        | Karl-Heinz Granitza | Hertha Berlino |          |

### Sessione invernale
| Acquisti | Acquisti | Acquisti | Acquisti |
| R.       | Nome     | da       | Modalità |
| -------- | -------- | -------- | -------- |

| Cessioni | Cessioni | Cessioni | Cessioni |
| R.       | Nome     | a        | Modalità |
| -------- | -------- | -------- | -------- |

## Risultati

### 2. Bundesliga

#### Girone di andata
| Arbitro: | Scheffner |

|  |           |            |
|  | Marcatori | 16’ Warken |

| Arbitro: | Dahler |

|           |           |  |
| Spohr 79’ | Marcatori |  |

| Arbitro: | Walther |

|                                                 |           |  |
| Hommrich 8’ (aut.) Hoffmann 62’ Holoch 64’, 90’ | Marcatori |  |

| Arbitro: | Dölfel |

|                                               |           |                           |
| Granitza 57’ Hohenwarter 64’ (rig.) Spohr 83’ | Marcatori | 75’ (rig.) Engel 80’ Genz |

| Arbitro: | Linn |

|  |           |            |
|  | Marcatori | 46’ Schauß |

| Arbitro: | Ferro |

|                   |           |  |
| Granitza 13’, 85’ | Marcatori |  |

| Arbitro: | Kettenbach |

|                              |           |                 |
| Hilkes 7’, 47’ Unger 9’, 74’ | Marcatori | 22’ Hohenwarter |

| Arbitro: | Messmer |

|           |           |                      |
| Spohr 43’ | Marcatori | 57’ Pampuch 68’ Koch |

| Arbitro: | Föckler |

|                          |           |                 |
| Novkovic 55’ Roßband 62’ | Marcatori | 83’ Hohenwarter |

| Arbitro: | Stegner |

|           |           |                               |
| Spohr 53’ | Marcatori | 34’ (rig.) Sebert 83’ Steiner |

| Arbitro: | Quindeau |

|                             |           |                 |
| Vöhringer 31’ Schneider 74’ | Marcatori | 16’ Hohenwarter |

| Arbitro: | Rumbucher |

|  |           |                              |
|  | Marcatori | 30’, 56’ Ohlicher 81’ Martin |

| Arbitro: | Hontheim |

|               |           |                 |
| Diener 4’, 6’ | Marcatori | 57’ Hohenwarter |

| Arbitro: | Clajus |

|                                                                 |           |                      |
| Warken 26’ Hohenwarter 41’ Scheermann 73’ Schauß 85’ Piroth 90’ | Marcatori | 32’ Bastrup 40’ Berg |

| Arbitro: | Steigele |

|            |           |                            |
| Martin 87’ | Marcatori | 27’ Nachreiner 57’ Hartwig |

| Arbitro: | Dreher |

|           |           |            |
| Michl 28’ | Marcatori | 60’ Schauß |

| Arbitro: | Messmer |

|  |           |                      |
|  | Marcatori | 22’ Walitza 45’ Eder |

| Arbitro: | Boos |

|                                 |           |            |
| Müller 35’ Sterz 38’ Szaule 90’ | Marcatori | 10’ Schauß |

| Völklingen 11 dicembre 1976 19ª giornata | Röchling Völklingen | 0 – 0 referto | Baunatal | Hermann-Neuberger-Stadion (1 000 spett.)\| Arbitro: \| Blum \| |
| Arbitro:                                 | Blum                |               |          |                                                                |

#### Girone di ritorno
| Völklingen 26 dicembre 1976 20ª giornata | Röchling Völklingen | 0 – 0 referto | Jahn Ratisbona | Hermann-Neuberger-Stadion (1 500 spett.)\| Arbitro: \| Röder \| |
| Arbitro:                                 | Röder               |               |                |                                                                 |

| Arbitro: | Stumpf |

|             |           |                                        |
| Schlief 20’ | Marcatori | 25’, 42’ Warken 29’ (rig.) Hohenwarter |

| Arbitro: | Ferro |

|            |           |  |
| Martin 80’ | Marcatori |  |

| Arbitro: | Hontheim |

|           |           |            |
| Klein 74’ | Marcatori | 83’ Martin |

| Arbitro: | Huster |

|  |           |           |
|  | Marcatori | 39’ Braun |

| Arbitro: | Boos |

|  |           |                |
|  | Marcatori | 69’ Scheermann |

| Arbitro: | Röder |

|           |           |  |
| Weber 74’ | Marcatori |  |

| Arbitro: | Kalenborn |

|                                |           |  |
| Weber 13’ Metz 18’ Köstler 57’ | Marcatori |  |

| Arbitro: | Seith |

|                         |           |           |
| Hommrich 25’ Warken 58’ | Marcatori | 34’ Rothe |

| Arbitro: | Dölfel |

|                                      |           |            |
| Heck 26’, 86’ Vogel 33’ Lachmann 66’ | Marcatori | 53’ Schauß |

| Arbitro: | Ulm |

|                            |           |                        |
| Schauß 25’, 47’ Warken 35’ | Marcatori | 65’ Beichle 74’ Szupak |

| Arbitro: | Fleischer |

|                                                        |           |                               |
| Schmider 20’ Elmer 50’ (rig.) Förster 57’ Hitzfeld 85’ | Marcatori | 9’ Paulus 37’ Spohr 87’ Weber |

| Arbitro: | Dellwing |

|                                       |           |                     |
| Martin 73’ Hohenwarter 78’ Paulus 80’ | Marcatori | 10’ Diener 89’ Lenz |

| Arbitro: | Steigele |

|                          |           |  |
| Krause 41’, 64’ Berg 70’ | Marcatori |  |

| Arbitro: | Föckler |

|                                                   |           |  |
| Haunstein 2’, 6’, 13’ Nielsen 59’ Falter 75’, 85’ | Marcatori |  |

| Arbitro: | Röder |

|                           |           |                |
| Spohr 36’ Hohenwarter 65’ | Marcatori | 43’, 47’ Michl |

| Arbitro: | Nickel |

|                      |           |                          |
| Weyerich 3’ Eder 40’ | Marcatori | 36’ Hohenwarter 38’ Janz |

| Arbitro: | Binninger |

|           |           |                          |
| Spohr 86’ | Marcatori | 15’, 34’ (rig.) Emmerich |

| Arbitro: | Frickel |

|                                      |           |            |
| Hofeditz 11’, 35’ Maciossek 65’, 72’ | Marcatori | 56’ Martin |

### Coppa di Germania
| Arbitro: | Schumann |

|           |           |                         |
| Nicot 27’ | Marcatori | 22’ Warken 57’ Hommrich |

| Arbitro: | Aldinger |

|                       |           |           |
| Schmitt 52’ Spohr 64’ | Marcatori | 87’ Frank |

| Arbitro: | Waltert |

|                     |           |                                        |
| Weber 28’ Spohr 69’ | Marcatori | 37’ Grabowski 41’ Weidle 51’ Neuberger |

## Statistiche

### Statistiche di squadra
| Competizione      | Punti | In casa | In casa | In casa | In casa | In casa | In casa | In trasferta | In trasferta | In trasferta | In trasferta | In trasferta | In trasferta | Totale | Totale | Totale | Totale | Totale | Totale | DR  |
| Competizione      | Punti | G       | V       | N       | P       | Gf      | Gs      | G            | V            | N            | P            | Gf           | Gs           | G      | V      | N      | P      | Gf     | Gs     | DR  |
| ----------------- | ----- | ------- | ------- | ------- | ------- | ------- | ------- | ------------ | ------------ | ------------ | ------------ | ------------ | ------------ | ------ | ------ | ------ | ------ | ------ | ------ | --- |
| 2. Bundesliga     | 32    | 19      | 9       | 3       | 7       | 27      | 25      | 19           | 4            | 3            | 12           | 20           | 46           | 38     | 13     | 6      | 19     | 47     | 71     | -24 |
| Coppa di Germania | -     | 2       | 1       | 0       | 1       | 4       | 4       | 1            | 1            | 0            | 0            | 2            | 1            | 3      | 2      | 0      | 1      | 6      | 5      | +1  |
| Totale            | 32    | 21      | 10      | 3       | 8       | 31      | 29      | 20           | 5            | 3            | 12           | 22           | 47           | 41     | 15     | 6      | 20     | 53     | 76     | -23 |

### Andamento in campionato
| Giornata  | 1 | 2 | 3 | 4 | 5 | 6 | 7 | 8 | 9  | 10 | 11 | 12 | 13 | 14 | 15 | 16 | 17 | 18 | 19 | 20 | 21 | 22 | 23 | 24 | 25 | 26 | 27 | 28 | 29 | 30 | 31 | 32 | 33 | 34 | 35 | 36 | 37 | 38 |
| --------- | - | - | - | - | - | - | - | - | -- | -- | -- | -- | -- | -- | -- | -- | -- | -- | -- | -- | -- | -- | -- | -- | -- | -- | -- | -- | -- | -- | -- | -- | -- | -- | -- | -- | -- | -- |
| Luogo     | T | C | T | C | T | C | T | C | T  | C  | T  | C  | T  | C  | C  | T  | C  | T  | C  | C  | T  | C  | T  | C  | T  | C  | T  | C  | T  | C  | T  | C  | T  | T  | C  | T  | C  | T  |
| Risultato | V | V | P | V | V | V | P | P | P  | P  | P  | P  | P  | V  | P  | N  | P  | P  | N  | N  | V  | V  | N  | P  | V  | V  | P  | V  | P  | V  | P  | V  | P  | P  | N  | N  | P  | P  |
| Posizione | 6 | 5 | 7 | 7 | 5 | 3 | 5 | 7 | 10 | 11 | 13 | 16 | 16 | 16 | 16 | 16 | 16 | 17 | 17 | 17 | 16 | 13 | 14 | 14 | 14 | 13 | 14 | 12 | 14 | 12 | 14 | 12 | 15 | 16 | 16 | 15 | 15 | 16 |

Legenda:

Luogo: C = Casa; T = Trasferta. Risultato: V = Vittoria; N = Pareggio; P = Sconfitta.

### Statistiche dei giocatori
| Giocatore      | 2. Bundesliga | 2. Bundesliga | 2. Bundesliga | 2. Bundesliga | Coppa di Germania | Coppa di Germania | Coppa di Germania | Coppa di Germania | Totale   | Totale | Totale      | Totale     |
| Giocatore      | Presenze      | Reti          | Ammonizioni   | Espulsioni    | Presenze          | Reti              | Ammonizioni       | Espulsioni        | Presenze | Reti   | Ammonizioni | Espulsioni |
| -------------- | ------------- | ------------- | ------------- | ------------- | ----------------- | ----------------- | ----------------- | ----------------- | -------- | ------ | ----------- | ---------- |
| K. Bedomsky    | 0             | 0             | 0             | 0             | 0                 | 0                 | 0                 | 0                 | 0        | 0      | 0           | 0          |
| K. Granitza    | 7             | 3             | 1             | 0             | 1                 | 0                 | 0                 | 0                 | 8        | 3      | 1           | 0          |
| E. Hohenwarter | 38            | 10            | 3             | 0             | 3                 | 0                 | 0                 | 0                 | 41       | 10     | 3           | 0          |
| K. Hommrich    | 31            | 1             | 7             | 0             | 3                 | 1                 | 0                 | 0                 | 34       | 2      | 7           | 0          |
| J. Janz        | 31            | 1             | 1             | 0             | 3                 | 0                 | 0                 | 0                 | 34       | 1      | 1           | 0          |
| H. Kremer      | 21            | 0             | 5             | 0             | 1                 | 0                 | 0                 | 0                 | 22       | 0      | 5           | 0          |
| R. Latz        | 20            | 0             | 0             | 0             | 2                 | 0                 | 0                 | 0                 | 22       | 0      | 0           | 0          |
| W. Martin      | 30            | 5             | 5             | 0             | 2                 | 0                 | 0                 | 0                 | 32       | 5      | 5           | 0          |
| M. Ossadnik    | 0             | 0             | 0             | 0             | 0                 | 0                 | 0                 | 0                 | 0        | 0      | 0           | 0          |
| G. Paulus      | 37            | 2             | 4             | 0             | 3                 | 0                 | 0                 | 0                 | 40       | 2      | 4           | 0          |
| P. Piroth      | 30            | 1             | 3             | 0             | 1                 | 0                 | 0                 | 0                 | 31       | 1      | 3           | 0          |
| H. Pleyer      | 11            | 0             | 0             | 0             | 1                 | 0                 | 1                 | 0                 | 12       | 0      | 1           | 0          |
| T. Remark      | 0             | 0             | 0             | 0             | 0                 | 0                 | 0                 | 0                 | 0        | 0      | 0           | 0          |
| H. Schauß      | 38            | 7             | 3             | 0             | 3                 | 0                 | 0                 | 0                 | 41       | 7      | 3           | 0          |
| P. Scheermann  | 35            | 2             | 2             | 0             | 3                 | 0                 | 0                 | 0                 | 38       | 2      | 2           | 0          |
| R. Schmitt     | 17            | 0             | 0             | 0             | 1                 | 1                 | 0                 | 0                 | 18       | 1      | 0           | 0          |
| W. Spohr       | 37            | 7             | 4             | 0             | 2                 | 2                 | 0                 | 0                 | 39       | 9      | 4           | 0          |
| J. Stars       | 38            | 0             | 3             | 0             | 3                 | 0                 | 0                 | 0                 | 41       | 0      | 3           | 0          |
| R. Theobald    | 2             | 0             | 0             | 0             | 0                 | 0                 | 0                 | 0                 | 2        | 0      | 0           | 0          |
| G. Warken      | 34            | 6             | 0             | 0             | 2                 | 1                 | 0                 | 0                 | 36       | 7      | 0           | 0          |
| G. Weber       | 11            | 2             | 0             | 0             | 1                 | 1                 | 0                 | 0                 | 12       | 3      | 0           | 0          |
| G. Werthmüller | 13            | 0             | 1             | 0             | 0                 | 0                 | 0                 | 0                 | 13       | 0      | 1           | 0          |